# アドミラルティM級駆逐艦
アドミラルティM級駆逐艦（英語: Admiralty M-class destroyer）は、イギリス海軍の駆逐艦の艦級。M級駆逐艦のうち、海軍本部（the Admiralty）の設計を採用したサブクラスである。

## 来歴
社会保障の財源確保のため海軍増強計画の見直しを進めるアスキス内閣のもと、イギリス海軍の駆逐艦は、1908-9年度計画のビーグル級（後のG級）、1909-10年度計画のエイコーン級（後のH級）、1910-11年度計画のアケロン級（後のI級）と、艦型を小さくまとめてコスト低減を重視してきていた。
その後、1910年1月の庶民院総選挙の結果や仮想敵であるドイツ帝国海軍の大型水雷艇の性能向上を受けて、1911-2年度計画のアカスタ級（後のK級）、1912-3年度計画のラフォーレイ級（L級）と、再度大型化・高性能化が志向された。しかしドイツ帝国海軍の大型水雷艇は、優れた造機技術を駆使した大出力機関を搭載しており、1908年に進水したV161級では33ノットをマークした。一方の英海軍駆逐艦は、最新のラフォーレイ級（L級）でも29ノット程度であった。
ウィンストン・チャーチルは、元々は海軍増強計画の見直し推進の急先鋒であったが、1911年に海軍大臣に就任してからは、顧問に迎えたフィッシャー元提督の助言を容れて海軍増強派に転じていた。この方針転換を背景として、チャーチル海相は駆逐艦の速力劣勢に重大な関心を抱き、1913-4年度計画の駆逐艦では一気に5ノット増速した34ノットの速力が求められることとなった。これによって建造されたのがM級である。
アケロン級（I級）以降、イギリスの民間造船所の高い技術力に期待して、海軍本部の設計による基本型（アドミラルティ型）とは別に、設計・建造にあたって各造船所に大幅な自由裁量を許した特型（Specials）が建造されてきたが、このアプローチは本級でも踏襲された。本級では更に裁量範囲が拡大された結果、公式には同じクラスと称されるものの、艦首尾形状や兵装、主機搭載数や缶室配置、煙突数などあらゆる諸元が異なる艦艇群となった。このうち、海軍本部（the Admiralty）の設計を採用したサブクラスが本級である。

## 設計
基本設計はL級の小改正型とされており、船型も同じ船首楼型である。中部甲板の4インチ砲はプラットフォーム上ではなく甲板上に直接配置されたが、後期型では再びプラットフォーム上に配置されるようになった。また後期型では、Uボートに対する衝角攻撃を考慮し、艦首部を二重構造とした。
主機としてはオール・ギアード・タービン方式の採用が考慮されたものの、L級パーソンズ特型「リオニダス」の成績がまだ出ていなかったことから、主機の型式はL級と同様とされ、直結タービンを装備する3軸艦となった。パルマーズ、デニー、ホワイト、ソーニクロフト、スコッツ、ドックスフォード、スワン・ハンター社の艦はパーソンズ式、ジョン・ブラウン、フェアフィールド、スティーブン、ベアドモア社の艦はブラウン・カーチス式を基本とした。ただしスワン・ハンター社の艦のうち「マリー・ローズ」「メナス」「パートリッジ」「パスリィ」はブラウン・カーチス式を搭載した。パーソンズ衝動反動タービンには巡航タービンが付されている。
またボイラーは、ヤーロウ式水管ボイラーを基本とするが、ホワイト社の艦ではホワイト・フォスター式、また「ノーブル」「ニザム」「ノーメイド」「ナンパレル」ではバブコック式が搭載された。

## 装備
艦砲はL級の装備を踏襲し、40口径10.2cm砲（QF 4インチ砲Mk.IV）を3門搭載した。対空兵器としては、L級の7.7mmマキシム機関銃よりも強力な29口径37mm高角機銃（QF 1ポンド・ポンポン砲）が搭載された。また1915年以降、39口径40mm高角機銃（QF 2ポンド・ポンポン砲）に順次に換装され、後期型は当初よりこれを搭載して竣工した。
水雷兵装もL級の装備を踏襲しており、53.3cm連装魚雷発射管2基を搭載した。

## 同型艦一覧
- 前期型
  - ミルン（HMS Milne）
  - ムーアサム（HMS Moorsom）
  - モーリス（HMS Morris）
  - マッチリス（HMS Matcless）
  - マリー（HMS Murray）
  - ミングス（HMS Myngs）
- 後期型
  - モンス（HMS Mons）
  - マーン（HMS Marne）
  - マミルーク（HMS Mameluke）
  - オソーリィ（HMS Ossory）
  - ネピア（HMS Napier）
  - ナーボロー（HMS Narborough）
  - ペン（HMS Penn）
  - ペリグリン（HMS Peregrine）
  - ミスティック（HMS Mystic）
  - ミーナド（HMS Maenad）
  - マーヴェル（HMS Marvel）
  - ナーワル（HMS Narwhal）
  - ニケーター（HMS Nicator）
  - ピタード（HMS Petard）
  - ペイトン（HMS Peyton）
  - マンナーズ（HMS Manners）
  - マンデート（HMS Mandate）
  - ミスチーフ（HMS Mischief）
  - マインドフル（HMS Mindful）
  - オンスロート（HMS Onslaught）
  - オンズロー（HMS Onslow）
  - オブザーヴァー（HMS Observer）
  - オファ（HMS Offa）
  - オーケイディア（HMS Orcadia）
  - オリアナ（HMS Oriana）
  - フェズント（HMS Pheasant）
  - フィービ（HMS Phoebe）
  - ピジョン（HMS Pigeon）
  - プラヴァー（HMS Plover）
  - マジック（HMS Magic）
  - モーズビー（HMS Moresby）
  - メディナ（HMS Medina）
  - メドウェイ（HMS Medway）
  - マーミオン（HMS Marmion）
  - マーシャル（HMS Martial）
  - マリー・ローズ（HMS Mary Rose）
  - メナス（HMS Menace）
  - ネッソス（HMS Nessus）
  - ネスター（HMS Nestor）
  - パートリッジ（HMS Partridge）
  - パスリィ（HMS Pasley）
  - マイケル（HMS Michael）
  - ミルブルーク（HMS Milbrook）
  - ミニアン（HMS Minion）
  - マンスター（HMS Munster）
  - ネピーン（HMS Nepean）
  - ニレウス（HMS Nereus）
  - ノンサッチ（HMS Nonsuch）
  - ノーマン（HMS Norman）
  - ノーシェスク（HMS Northesk）
  - ノース・スター（HMS North Star）
  - ヌージェント（HMS Nugent）
  - ネグロ（HMS Negro）
  - オリオール（HMS Oriole）
  - オシリス（HMS Osiris）
  - ノーブル（HMS Noble）
  - ニザム（HMS Nizam）
  - ノーメイド（HMS Nomad）
  - ナンパリル（HMS Nonpareil）
  - プリンス（HMS Prince）
  - ピレディーズ（HMS Pylades）
  - オビディアント（HMS Obedient）
  - オブデュリト（HMS Obdurate）
  - パラディン（HMS Paladin）
  - パーシアン（HMS Parthian）
  - プラッキィ（HMS Plucky）
  - ポーシァ（HMS Portia）
  - オパール（HMS Opal）
  - オフィーリア（HMS Ophelia）
  - オパチューン（HMS Opportune）
  - オラクル（HMS Oracle）
  - オレステズ（HMS Orestes）
  - オーフォード（HMS Orford）
  - オーフュース（HMS Orpheus）
  - アクテヴィア（HMS Octavia）
  - ノースマン（HMS Norseman）
  - オベロン（HMS Oberon）
  - ペリカン（HMS Pelican）
  - ペリュー（HMS Pellew）